# Handaoia gracilior
Handaoia gracilior är en stekelart som beskrevs av André Seyrig 1952. Handaoia gracilior ingår i släktet Handaoia och familjen brokparasitsteklar. Inga underarter finns listade i Catalogue of Life.